# Something Else from The Move
Pour les articles homonymes, voir Something Else.
Albums de The Move
The Move
(1968) Shazam
(1970)
Something Else from the Move est un album en concert de The Move, enregistré au Marquee Club en  1968 et sorti en EP la même année. Il a été réédité en CD en 1999 avec quatre titres bonus.

## Titres
| 1. | So You Want to Be a Rock 'n' Roll Star (reprise des Byrds) | Chris Hillman, Roger McGuinn | 3:01 |
| 2. | Stephanie Knows Who (reprise de Love)                      | Arthur Lee                   | 3:06 |
| 3. | Something Else (reprise d'Eddie Cochran)                   | Bob Cochrane, Sharon Sheeley | 2:24 |

| 4. | It'll Be Me (reprise de Jerry Lee Lewis)   | Jack Clement | 2:38 |
| 5. | Sunshine Help Me (reprise de Spooky Tooth) | Gary Wright  | 5:12 |

| 6. | Piece of My Heart                              | Jerry Ragovoy, Bert Berns               | 4:04 |
| 7. | Too Much in Love                               | Denny Laine                             | 2:40 |
| 8. | (Your Love Keeps Lifting Me) Higher and Higher | Gary Jackson, Raynard Miner, Carl Smith | 3:36 |
| 9. | Sunshine Help Me                               | Gary Wright                             | 6:34 |

## Musiciens
- Bev Bevan : batterie
- Trevor Burton : guitare, chant
- Ace Kefford : basse, chant
- Carl Wayne : chant
- Roy Wood : guitare, chant